# 上海地铁车站列表

上海地铁运营线路图（截至2024年11月30日），不包含不属于上海地铁系统的金山铁路。

上海地铁是服务于中华人民共和国上海市的地铁系统，为上海市城市轨道交通网络的组成部分，于1993年5月28日开始运营，是中国大陸第三个投入运营的城市轨道交通系统。截至2024年11月30日，共有20条线路投入运营，510座运营车站，运营里程达837公里。
下文中，参照上海地铁在各站点的站台上设置的最新版全网图，按不同线路分别列出上海地铁的运营车站、运营中线路的在建车站及运营中线路暂未投用的车站。

## 1号线
1993年5月28日，徐家汇站—锦江乐园站开始观光试运行。此锦江乐园站位于位于沪闵路虹漕南路附近，与锦江乐园有一定距离。试运行期间用1列车来回跑，单程12分钟。控制列车间隔采用的是最原始的电话电报闭塞。1995年4月10日，工程全线（上海火车站站—锦江乐园站）试运营，总长16.1公里，工程总概算人民币53.9亿元。1996年12月28日，南延伸段（虹梅路站—莘庄站）开始独立运营，长5.25公里，投资6.2亿元。南延伸段虹梅路站即为现锦江乐园站。1997年7月1日 莘庄站—上海火车站站贯通运营，总长20.6公里，原锦江乐园站废弃。为了提高锦江乐园的知名度，虹梅路站于2001年5月1日改名为锦江乐园站。
配合铁路上海南站改建，“地铁一号线新龙华车站改建工程”开始，这是国内地铁第一个在不中断运营条件下的车站改造项目，改建长度约2.2公里，投资7.4亿元。新设置上海南站站，取消原有新龙华站，新车站考虑将上海地铁一号线、明珠线、轻轨L1线（结构同步预留，现已不用），与上海铁路南站紧密结合，实现最佳换乘。此前漕宝路站已有预留接口，改造工程均在夜间停运后进行，并提前了拨接工作当天的末班车。施工期间，线路进行了多次拨接，于2003年9月19日和12月5日夜间分别将下、上行线拨接至临时正线。新的上海南站上海火车站站方向和莘庄站方向站台分别在2004年10月30日和12月4日投入运营。原上海南站站旧的地面站台已拆除。
北延伸段（上海火车站站—共富新村站）工程全部纳入“共和新路高架工程”内，全长12.455公里，包括地下线2.18公里、高架路10.31公里，总投资约46.2亿元。其中汶水路站—通河新村站间上海南北高架路共和新路段同体共筑，是中国第一条高架道路与轨道交通一体化线路。2004年12月28日，北延伸段投入营运。而共富新村站—富錦路站为北北延伸，建设目的是为了接入新建的富锦路停车场，故该段工程名为“1号线富锦路停车场工程”。线路长4.31公里，投资15.339亿元。2007年12月29日，北北延伸投入营运。
1号线目前共设28座车站，有4座为地面站，9座为高架站，15座为地下站，其中11座为换乘站。
| 上海轨道交通1号线车站 | 上海轨道交通1号线车站                                          | 上海轨道交通1号线车站 | 上海轨道交通1号线车站 | 上海轨道交通1号线车站 | 上海轨道交通1号线车站 |
| 车站                  | 最早启用日期                                                   | 所在地                | 车站位置              | 站台类型              | 换乘线路              |
| --------------------- | -------------------------------------------------------------- | --------------------- | --------------------- | --------------------- | --------------------- |
| 莘庄                  | 1996年12月28日                                                 | 闵行区                | 地面                  | 侧式站台              | █ 5号线               |
| 外环路                | 1996年12月28日                                                 | 闵行区                | 地面                  | 侧式站台              |                       |
| 莲花路                | 1996年12月28日                                                 | 闵行区                | 地面                  | 侧式站台              |                       |
| 锦江乐园              | 1993年5月28日（原址） 1996年4月（原址） 1996年12月28日（现址） | 徐汇区                | 地面                  | 侧式站台              |                       |
| 上海南站              | 1993年5月28日（原址） 2004年10月30日（现址）                   | 徐汇区                | 地下                  | 岛式站台              | █ 3号线、 █ 15号线    |
| 漕宝路                | 1993年5月28日                                                  | 徐汇区                | 地下                  | 岛式站台              | █ 12号线              |
| 上海体育馆            | 1993年5月28日                                                  | 徐汇区                | 地下                  | 岛式站台              | █ 4号线               |
| 徐家汇                | 1993年5月28日                                                  | 徐汇区                | 地下                  | 岛式站台              | █ 9号线、 █ 11号线    |
| 衡山路                | 1995年4月10日                                                  | 徐汇区                | 地下                  | 岛式站台              |                       |
| 常熟路                | 1995年4月10日                                                  | 徐汇区                | 地下                  | 岛式站台              | █ 7号线               |
| 陕西南路              | 1995年4月10日                                                  | 黄浦区                | 地下                  | 岛式站台              | █ 10号线、 █ 12号线   |
| 一大会址·黄陂南路     | 1995年4月10日                                                  | 黄浦区                | 地下                  | 岛式站台              | █ 14号线              |
| 人民广场              | 1995年4月10日                                                  | 黄浦区                | 地下                  | 岛式站台              | █ 2号线、 █ 8号线     |
| 新闸路                | 1995年4月10日                                                  | 黄浦区                | 地下                  | 岛式站台              |                       |
| 汉中路                | 1995年4月10日                                                  | 静安区                | 地下                  | 岛式站台              | █ 12号线、 █ 13号线   |
| 上海火车站            | 1995年4月10日                                                  | 静安区                | 地下                  | 岛式站台              | █ 3号线、 █ 4号线     |
| 中山北路              | 2004年12月28日                                                 | 静安区                | 地下                  | 岛式站台              |                       |
| 延长路                | 2004年12月28日                                                 | 静安区                | 地下                  | 岛式站台              |                       |
| 上海马戏城            | 2004年12月28日                                                 | 静安区                | 地下                  | 岛式站台              |                       |
| 汶水路                | 2004年12月28日                                                 | 静安区                | 高架                  | 侧式站台              |                       |
| 彭浦新村              | 2004年12月28日                                                 | 静安区                | 高架                  | 侧式站台              |                       |
| 共康路                | 2004年12月28日                                                 | 静安区/宝山区         | 高架                  | 侧式站台              |                       |
| 通河新村              | 2004年12月28日                                                 | 宝山区                | 高架                  | 侧式站台              |                       |
| 呼兰路                | 2004年12月28日                                                 | 宝山区                | 高架                  | 侧式站台              |                       |
| 共富新村              | 2004年12月28日                                                 | 宝山区                | 高架                  | 侧式站台              |                       |
| 宝安公路              | 2007年12月29日                                                 | 宝山区                | 高架                  | 侧式站台              |                       |
| 友谊西路              | 2007年12月29日                                                 | 宝山区                | 高架                  | 侧式站台              |                       |
| 富锦路                | 2007年12月29日                                                 | 宝山区                | 高架                  | 一岛一侧式站台        |                       |

## 2号线
在开通初期，徐泾东站（现国家会展中心站）至广兰路站为8节编组列车，而广兰路站至浦东国际机场站（现浦东1号2号航站楼站）则为4节编组列车，乘客需要在广兰路站进行换乘。为了进一步解决广兰路站客流对冲的问题，2016年4月25日起工作日早高峰期间，部分8节编组列车驶入广兰路站后一站的唐镇站，并以唐镇站为终点站，列车清客后空驶至创新中路站存车线进行折返。2016年8月12日起，列车载客运行至唐镇站的举措覆盖工作日晚高峰。2018年12月28日起，在平峰时段部分8节编组列车载客贯通运营至浦东国际机场。2019年4月19日至2019年10月22日，2号线开行的8节编组列车贯通运营至浦东国际机场，而仅保留工作日早高峰广兰路-浦东国际机场之间4节编组列车运营。2019年10月23日起，2号线东延伸段全天运行8节编组列车，结束以往需在广兰路站换乘的历史。
2号线目前共設30座车站，有1座為为地面站，2座为高架站，其余27座为地下站，其中15座為换乘站。
| 上海轨道交通2号线车站 | 上海轨道交通2号线车站                                       | 上海轨道交通2号线车站 | 上海轨道交通2号线车站 | 上海轨道交通2号线车站     | 上海轨道交通2号线车站                    |
| 车站                  | 最早启用日期                                                | 所在地                | 车站位置              | 站台类型                  | 换乘线路                                 |
| --------------------- | ----------------------------------------------------------- | --------------------- | --------------------- | ------------------------- | ---------------------------------------- |
| 国家会展中心          | 2010年3月16日                                               | 青浦区                | 地下                  | 岛式站台                  | █ 17号线                                 |
| 虹桥火车站            | 2010年7月1日                                                | 闵行区                | 地下                  | 与 █ 17号线组成双岛式站台 | █ 10号线、 █ 17号线                      |
| 虹桥2号航站楼         | 2010年3月16日                                               | 闵行区                | 地下                  | 与 █ 10号线组成三岛式站台 | █ 10号线                                 |
| 淞虹路                | 2006年12月30日                                              | 长宁区                | 地下                  | 岛式站台                  |                                          |
| 北新泾                | 2006年12月30日                                              | 长宁区                | 地下                  | 岛式站台                  |                                          |
| 威宁路                | 2006年12月30日                                              | 长宁区                | 地下                  | 岛式站台                  |                                          |
| 娄山关路              | 2006年12月30日                                              | 长宁区                | 地下                  | 岛式站台                  | █ 15号线                                 |
| 中山公园              | 1999年9月20日                                               | 长宁区                | 地下                  | 岛式站台                  | █ 3号线、 █ 4号线                        |
| 江苏路                | 1999年9月20日                                               | 长宁区                | 地下                  | 岛式站台                  | █ 11号线                                 |
| 静安寺                | 1999年9月20日                                               | 静安区                | 地下                  | 岛式站台                  | █ 7号线、 █ 14号线                       |
| 南京西路              | 1999年9月20日                                               | 静安区                | 地下                  | 岛式站台                  | █ 12号线、 █ 13号线                      |
| 人民广场              | 1999年9月20日                                               | 黄浦区                | 地下                  | 岛式站台                  | █ 1号线、 █ 8号线                        |
| 南京东路              | 1999年9月20日                                               | 黄浦区                | 地下                  | 岛式站台                  | █ 10号线                                 |
| 陆家嘴                | 1999年9月20日                                               | 浦东新区              | 地下                  | 岛式站台                  | █ 14号线                                 |
| 浦东南路              | 1999年9月20日                                               | 浦东新区              | 地下                  | 岛式站台                  | █ 14号线                                 |
| 世纪大道              | 1999年9月20日                                               | 浦东新区              | 地下                  | 岛式站台                  | █ 4号线、 █ 6号线、 █ 9号线              |
| 上海科技馆            | 1999年9月20日                                               | 浦东新区              | 地下                  | 岛式站台                  |                                          |
| 世纪公园              | 1999年9月20日                                               | 浦东新区              | 地下                  | 岛式站台                  |                                          |
| 龙阳路                | 1999年9月20日                                               | 浦东新区              | 地下                  | 岛式站台                  | █ 7号线、 █ 16号线、 █ 18号线、 █ 磁浮线 |
| 张江高科              | 2000年12月26日－2010年2月14日（原址） 2010年2月24日（现址） | 浦东新区              | 地下                  | 岛式站台                  |                                          |
| 金科路                | 2010年2月24日                                               | 浦东新区              | 地下                  | 岛式站台                  |                                          |
| 广兰路                | 2010年2月24日                                               | 浦东新区              | 地下                  | 一岛一侧式站台            |                                          |
| 唐镇                  | 2010年4月8日                                                | 浦东新区              | 地下                  | 岛式站台                  |                                          |
| 创新中路              | 2010年4月8日                                                | 浦东新区              | 地下                  | 侧式站台                  |                                          |
| 华夏东路              | 2010年4月8日                                                | 浦东新区              | 地下                  | 侧式站台                  |                                          |
| 川沙                  | 2010年4月8日                                                | 浦东新区              | 地下                  | 侧式站台                  |                                          |
| 凌空路                | 2010年4月8日                                                | 浦东新区              | 地下                  | 侧式站台                  |                                          |
| 远东大道              | 2010年4月8日                                                | 浦东新区              | 高架                  | 岛式站台                  |                                          |
| 海天三路              | 2010年4月8日                                                | 浦东新区              | 高架                  | 岛式站台                  |                                          |
| 浦东1号2号航站楼      | 2010年4月8日                                                | 浦东新区              | 地面                  | 侧式站台                  | █ 磁浮线                                 |

## 3号线
上海轨道交通3号线（原名“明珠线”，规划时为“明珠线”一期），是上海的第一条高架轨道交通线路，部分路段利用了原先沪杭铁路内环线（全部）和淞沪铁路（汶水东路以南）的线位。上海南站站至江湾镇站段为一期，全长24.975公里，其中高架21.516公里，地面线路3.459公里，利用原铁路线18公里，地面线路与城市道路无交叉。全线设有19座车站，其中高架车站16座，地面车站3座，平均站距1.37公里。在石龙路站出岔，设轨道交通停车场一处，在虹桥路站及东宝兴路站附近设置2座110/35kV中心变电所，11座牵引变电所，各车站均设降压变电站。工程总投资约93.78亿元，其中利用法国政府混合贷款10.8亿法郎（折合美元1.756亿元）。于1997年动工，2000年12月26日试通车。北延伸线工程起自江湾镇站，沿逸仙路高架西侧走行，跨蕴藻浜后，沿同济路西侧继续走行，过漠河路后转向西，沿富锦路南侧走行，跨北泗塘河于小游园附近下穿郊区环线富锦路至路北，继续沿富锦路西行，穿过宝钢铁路专线后继续西行并设江杨北路站后折入车辆段。本工程以高架线路为主，南起明珠一期终点站江湾镇站，北至宝山月浦镇江杨北路站，全长15.365公里，其中高架线路12.527公里，地下浅埋及敞开段1.979公里，地面正线0.859公里。于2006年12月18日通车试运营，工程概算总额为35亿元。3号线的绝大多数路段建在高架上，使得综合造价不到同样长度地下线路的三分之一，同时也让施工进度快上两到三倍。
由于3号线建设时期较早以及设计限制等历史原因，4号线在虹桥路站至宝山路站之间没有独立路轨，紫色背景站点表示该站点3号线与4号线共线。
3号线目前共設29座车站，有4座為为地面站，24座为高架站，1座为地下站，非共线段有11座為换乘站。
| 上海轨道交通3号线车站 | 上海轨道交通3号线车站 | 上海轨道交通3号线车站 | 上海轨道交通3号线车站 | 上海轨道交通3号线车站 | 上海轨道交通3号线车站         |
| 车站                  | 最早启用日期          | 所在地                | 车站位置              | 站台类型              | 换乘线路                      |
| --------------------- | --------------------- | --------------------- | --------------------- | --------------------- | ----------------------------- |
| 上海南站              | 2000年12月26日        | 徐汇区                | 地面                  | 岛式站台              | █ 1号线、 █ 15号线            |
| 石龙路                | 2000年12月26日        | 徐汇区                | 地面                  | 侧式站台              |                               |
| 龙漕路                | 2000年12月26日        | 徐汇区                | 高架                  | 侧式站台              | █ 12号线                      |
| 漕溪路                | 2000年12月26日        | 徐汇区                | 高架                  | 侧式站台              |                               |
| 宜山路                | 2000年12月26日        | 徐汇区                | 高架                  | 侧式站台              | █ 4号线、 █ 9号线             |
| 虹桥路                | 2000年12月26日        | 长宁区                | 高架                  | 侧式站台              | █ 4号线、 █ 10号线            |
| 延安西路              | 2000年12月26日        | 长宁区                | 高架                  | 侧式站台              | █ 4号线                       |
| 中山公园              | 2000年12月26日        | 长宁区                | 高架                  | 岛式站台              | █ 2号线、 █ 4号线             |
| 金沙江路              | 2000年12月26日        | 普陀区                | 高架                  | 侧式站台              | █ 4号线、 █ 13号线            |
| 曹杨路                | 2000年12月26日        | 普陀区                | 高架                  | 侧式站台              | █ 4号线、 █ 11号线、 █ 14号线 |
| 镇坪路                | 2000年12月26日        | 普陀区                | 高架                  | 侧式站台              | █ 4号线、 █ 7号线             |
| 中潭路                | 2000年12月26日        | 普陀区                | 高架                  | 侧式站台              | █ 4号线                       |
| 上海火车站            | 2000年12月26日        | 静安区                | 地面                  | 岛式站台              | █ 1号线、 █ 4号线             |
| 宝山路                | 2000年12月26日        | 静安区                | 高架                  | 侧式站台              | █ 4号线                       |
| 东宝兴路              | 2000年12月26日        | 虹口区                | 高架                  | 侧式站台              |                               |
| 虹口足球场            | 2000年12月26日        | 虹口区                | 高架                  | 侧式站台              | █ 8号线                       |
| 赤峰路                | 2000年12月26日        | 虹口区                | 高架                  | 侧式站台              |                               |
| 大柏树                | 2000年12月26日        | 虹口区                | 高架                  | 侧式站台              |                               |
| 江湾镇                | 2000年12月26日        | 虹口区                | 高架                  | 侧式站台              |                               |
| 殷高西路              | 2006年12月18日        | 宝山区                | 高架                  | 侧式站台              |                               |
| 长江南路              | 2006年12月18日        | 宝山区                | 高架                  | 侧式站台              | █ 18号线                      |
| 淞发路                | 2006年12月18日        | 宝山区                | 高架                  | 侧式站台              |                               |
| 张华浜                | 2006年12月18日        | 宝山区                | 高架                  | 侧式站台              |                               |
| 淞滨路                | 2006年12月18日        | 宝山区                | 高架                  | 侧式站台              |                               |
| 水产路                | 2006年12月18日        | 宝山区                | 高架                  | 侧式站台              |                               |
| 宝杨路                | 2006年12月18日        | 宝山区                | 高架                  | 侧式站台              |                               |
| 友谊路                | 2006年12月18日        | 宝山区                | 高架                  | 侧式站台              |                               |
| 铁力路                | 2006年12月18日        | 宝山区                | 地下                  | 侧式站台              |                               |
| 江杨北路              | 2006年12月18日        | 宝山区                | 地面                  | 侧式站台              |                               |

## 4号线
上海轨道交通4号线（规划时称“明珠线”，通車前也被称为“明珠线”二期），是上海轨道交通现有唯一一条环状线，也是中国首条全国“工人先锋号”地铁线路。
该线路的非共线段工程北起3号线宝山路站，至虹桥路站。工程全长22.032公里，其中与3号线接轨的两端为高架线，长1.25公里，其余为地下线。总投资约126亿元人民币。工程设17座地下车站、1处停车场、2座地下式主变电站，工程管理控制中心设置于3号线东宝兴路站控制中心大楼内。其中大木桥路站至蓝村路站的「C」字路段於2005年12月31日開通，其餘部分亦於2007年12月29日啟用。此外，4号线在虹桥路站和宝山路站之间共9个站点與3号线采取城市轨道交通系统的「共线营运」方式，即两条线共用同一條轨道，虽然节约了不少投资，但同时牺牲了相互之间的运输能力也提高了自动控制的复杂程度。下表中，黄色背景站点表示该站点4号线与3号线共线。
4号线（包括3号线共线段）目前共設26座车站，有1座為为地面站，8座为高架站，其余17座为地下站，非共线段有15座為换乘站。
| 上海轨道交通4号线车站  | 上海轨道交通4号线车站 | 上海轨道交通4号线车站 | 上海轨道交通4号线车站 | 上海轨道交通4号线车站 | 上海轨道交通4号线车站         |
| 车站                   | 最早启用日期          | 所在地                | 车站位置              | 站台类型              | 换乘线路                      |
| ---------------------- | --------------------- | --------------------- | --------------------- | --------------------- | ----------------------------- |
| ↑↑ 环线（外圈运行） ↑↑ |                       |                       |                       |                       |                               |
| 宜山路                 | 2005年12月31日        | 徐汇区                | 地下                  | 岛式站台              | █ 3号线、 █ 9号线             |
| 虹桥路                 | 2005年12月31日        | 长宁区                | 高架                  | 侧式站台              | █ 3号线、 █ 10号线            |
| 延安西路               | 2005年12月31日        | 长宁区                | 高架                  | 侧式站台              | █ 3号线                       |
| 中山公园               | 2005年12月31日        | 长宁区                | 高架                  | 岛式站台              | █ 2号线、 █ 3号线             |
| 金沙江路               | 2005年12月31日        | 普陀区                | 高架                  | 侧式站台              | █ 3号线                       |
| 曹杨路                 | 2005年12月31日        | 普陀区                | 高架                  | 侧式站台              | █ 3号线、 █ 11号线、 █ 14号线 |
| 镇坪路                 | 2005年12月31日        | 普陀区                | 高架                  | 侧式站台              | █ 3号线、 █ 7号线             |
| 中潭路                 | 2005年12月31日        | 普陀区                | 高架                  | 侧式站台              | █ 3号线                       |
| 上海火车站             | 2005年12月31日        | 静安区                | 地面                  | 岛式站台              | █ 1号线、 █ 3号线             |
| 宝山路                 | 2005年12月31日        | 静安区                | 高架                  | 侧式站台              | █ 3号线                       |
| 海伦路                 | 2005年12月31日        | 虹口区                | 地下                  | 岛式站台              | █ 10号线                      |
| 临平路                 | 2005年12月31日        | 虹口区                | 地下                  | 一岛一侧式站台        |                               |
| 大连路                 | 2005年12月31日        | 虹口区/杨浦区         | 地下                  | 岛式站台              | █ 12号线                      |
| 杨树浦路               | 2005年12月31日        | 杨浦区                | 地下                  | 岛式站台              |                               |
| 浦东大道               | 2005年12月31日        | 浦东新区              | 地下                  | 岛式站台              | █ 14号线                      |
| 世纪大道               | 2005年12月31日        | 浦东新区              | 地下                  | 岛式站台              | █ 2号线、 █ 6号线、 █ 9号线   |
| 向城路                 | 2005年12月31日        | 浦东新区              | 地下                  | 岛式站台              |                               |
| 蓝村路                 | 2005年12月31日        | 浦东新区              | 地下                  | 岛式站台              | █ 6号线                       |
| 塘桥                   | 2007年12月29日        | 浦东新区              | 地下                  | 岛式站台              |                               |
| 南浦大桥               | 2007年12月29日        | 黄浦区                | 地下                  | 侧式叠式站台          |                               |
| 西藏南路               | 2007年12月29日        | 黄浦区                | 地下                  | 岛式站台              | █ 8号线                       |
| 鲁班路                 | 2007年12月29日        | 黄浦区                | 地下                  | 岛式站台              |                               |
| 大木桥路               | 2005年12月31日        | 徐汇区                | 地下                  | 岛式站台              | █ 12号线                      |
| 东安路                 | 2005年12月31日        | 徐汇区                | 地下                  | 岛式站台              | █ 7号线                       |
| 上海体育场             | 2005年12月31日        | 徐汇区                | 地下                  | 岛式站台              |                               |
| 上海体育馆             | 2005年12月31日        | 徐汇区                | 地下                  | 岛式站台              | █ 1号线                       |
| ↓↓ 环线（内圈运行） ↓↓ |                       |                       |                       |                       |                               |

## 5号线
上海轨道交通5号线，建设时名莘闵轻轨交通线，由上海申通集团有限公司、上海闵行城市建设投资开发有限公司、上海闵行联合发展有限公司组建的上海莘闵轨道交通线发展有限公司投资。该线路最初原为规划R1线（R1a）的南段，南起现在的金山卫站，莘庄站以南沿沪杭公路、奉柘公路、江海路、南桥路、沪杭公路、沪闵路行驶，并规划沿东川路的支线，现在的5号线即为其中的沪闵路段和沪杭公路段一部分以及支线。但闵行区希望尽早建成该段线路，故以“城市高架有轨电车莘闵线工程”为名于2000年8月8日提前开工建设并独立运营。莘闵轻轨北起闵行区莘庄站，沿沪闵路往南至交通大学附近折向东川路。最初计划止于金平路站，后改为至闵行开发区站，全长17.206公里。除起点段的410米地面线外，均为高架线路。全线设11座车站和剑川路停车场1座。除莘庄站为地面站外，其余均为高架车站。工程总投资34.37亿元。线路于2002年12月28日建成贯通，并于2003年11月25日投入试运行。
5号线南延伸工程原本在2010年就应开建、2013年就应通车；但直到2014年6月30日，5号线南延伸桩基工程才开始施工；2018年3月16日，通往奉贤新城的南延伸全线轨道贯通；为配合南延伸后的六节编组新列车，配合原有四节列车的信号改造，5号线早高峰降低运能。南延伸于2018年12月30日正式开通试运营。
5号线（包括支线）目前共設19座车站，有1座為为地面站，14座为高架站，4座为地下站，仅有1座為换乘站。
| 上海轨道交通5号线车站 | 上海轨道交通5号线车站 | 上海轨道交通5号线车站 | 上海轨道交通5号线车站 | 上海轨道交通5号线车站 | 上海轨道交通5号线车站 |
| 车站                  | 最早启用日期          | 所在地                | 车站位置              | 站台类型              | 换乘线路              |
| --------------------- | --------------------- | --------------------- | --------------------- | --------------------- | --------------------- |
| 莘庄                  | 2003年11月25日        | 闵行区                | 地面                  | 侧式站台              | █ 1号线               |
| 春申路                | 2003年11月25日        | 闵行区                | 高架                  | 侧式站台              |                       |
| 银都路                | 2003年11月25日        | 闵行区                | 高架                  | 侧式站台              |                       |
| 颛桥                  | 2003年11月25日        | 闵行区                | 高架                  | 侧式站台              |                       |
| 北桥                  | 2003年11月25日        | 闵行区                | 高架                  | 侧式站台              |                       |
| 剑川路                | 2003年11月25日        | 闵行区                | 高架                  | 侧式站台              |                       |
| 东川路                | 2003年11月25日        | 闵行区                | 高架                  | 双岛式站台            |                       |
| 闵行开发区方向        |                       |                       |                       |                       |                       |
| 金平路                | 2003年11月25日        | 闵行区                | 高架                  | 侧式站台              |                       |
| 华宁路                | 2003年11月25日        | 闵行区                | 高架                  | 侧式站台              |                       |
| 文井路                | 2003年11月25日        | 闵行区                | 高架                  | 侧式站台              |                       |
| 闵行开发区            | 2003年11月25日        | 闵行区                | 高架                  | 侧式站台              |                       |
| 奉贤新城方向          |                       |                       |                       |                       |                       |
| 江川路                | 2018年12月30日        | 闵行区                | 高架                  | 侧式站台              |                       |
| 西渡                  | 2018年12月30日        | 奉贤区                | 高架                  | 侧式站台              |                       |
| 萧塘                  | 2018年12月30日        | 奉贤区                | 高架                  | 侧式站台              |                       |
| 奉浦大道              | 2018年12月30日        | 奉贤区                | 高架                  | 岛式站台              |                       |
| 环城东路              | 2018年12月30日        | 奉贤区                | 地下                  | 岛式站台              |                       |
| 望园路                | 2018年12月30日        | 奉贤区                | 地下                  | 岛式站台              |                       |
| 金海湖                | 2018年12月30日        | 奉贤区                | 地下                  | 岛式站台              |                       |
| 奉贤新城              | 2018年12月30日        | 奉贤区                | 地下                  | 岛式站台              |                       |

## 6号线
6号线目前共設28座车站，有9座为高架站，其余19座为地下站，其中9座為换乘站。
| 上海轨道交通6号线车站 | 上海轨道交通6号线车站 | 上海轨道交通6号线车站 | 上海轨道交通6号线车站 | 上海轨道交通6号线车站         | 上海轨道交通6号线车站       |
| 车站                  | 最早启用日期          | 所在地                | 车站位置              | 站台类型                      | 换乘线路                    |
| --------------------- | --------------------- | --------------------- | --------------------- | ----------------------------- | --------------------------- |
| 港城路                | 2007年12月29日        | 浦东新区              | 高架                  | 与 █ 10号线组成一岛两侧式站台 | █ 10号线                    |
| 外高桥保税区北        | 2007年12月29日        | 浦东新区              | 高架                  | 侧式站台                      |                             |
| 航津路                | 2007年12月29日        | 浦东新区              | 高架                  | 侧式站台                      |                             |
| 外高桥保税区南        | 2007年12月29日        | 浦东新区              | 高架                  | 侧式站台                      |                             |
| 洲海路                | 2007年12月29日        | 浦东新区              | 高架                  | 侧式站台                      |                             |
| 五洲大道              | 2007年12月29日        | 浦东新区              | 高架                  | 侧式站台                      |                             |
| 东靖路                | 2007年12月29日        | 浦东新区              | 高架                  | 侧式站台                      |                             |
| 巨峰路                | 2007年12月29日        | 浦东新区              | 高架                  | 岛式站台                      | █ 12号线                    |
| 五莲路                | 2007年12月29日        | 浦东新区              | 高架                  | 侧式站台                      |                             |
| 博兴路                | 2007年12月29日        | 浦东新区              | 地下                  | 侧式站台                      |                             |
| 金桥路                | 2007年12月29日        | 浦东新区              | 地下                  | 侧式站台                      |                             |
| 云山路                | 2007年12月29日        | 浦东新区              | 地下                  | 侧式站台                      | █ 14号线                    |
| 德平路                | 2007年12月29日        | 浦东新区              | 地下                  | 侧式站台                      |                             |
| 北洋泾路              | 2007年12月29日        | 浦东新区              | 地下                  | 侧式站台                      |                             |
| 民生路                | 2007年12月29日        | 浦东新区              | 地下                  | 侧式站台                      | █ 18号线                    |
| 源深体育中心          | 2007年12月29日        | 浦东新区              | 地下                  | 侧式站台                      |                             |
| 世纪大道              | 2007年12月29日        | 浦东新区              | 地下                  | 侧式站台                      | █ 2号线、 █ 4号线、 █ 9号线 |
| 浦电路                | 2007年12月29日        | 浦东新区              | 地下                  | 岛式站台                      |                             |
| 蓝村路                | 2007年12月29日        | 浦东新区              | 地下                  | 岛式站台                      | █ 4号线                     |
| 上海儿童医学中心      | 2007年12月29日        | 浦东新区              | 地下                  | 岛式站台                      |                             |
| 临沂新村              | 2007年12月29日        | 浦东新区              | 地下                  | 岛式站台                      |                             |
| 高科西路              | 2007年12月29日        | 浦东新区              | 地下                  | 岛式站台                      | █ 7号线                     |
| 东明路                | 2007年12月29日        | 浦东新区              | 地下                  | 岛式站台                      | █ 13号线                    |
| 高青路                | 2007年12月29日        | 浦东新区              | 地下                  | 岛式站台                      |                             |
| 华夏西路              | 2007年12月29日        | 浦东新区              | 地下                  | 侧式站台                      |                             |
| 上南路                | 2007年12月29日        | 浦东新区              | 地下                  | 侧式站台                      |                             |
| 灵岩南路              | 2007年12月29日        | 浦东新区              | 地下                  | 侧式站台                      |                             |
| 东方体育中心          | 2011年4月12日         | 浦东新区              | 地下                  | 与 █ 11号线组成双岛式站台     | █ 8号线、 █ 11号线          |

## 7号线
7号线目前共設33座车站，有2座为高架站，其余31座为地下站，其中12座為换乘站。
| 上海轨道交通7号线车站 | 上海轨道交通7号线车站 | 上海轨道交通7号线车站 | 上海轨道交通7号线车站 | 上海轨道交通7号线车站 | 上海轨道交通7号线车站                    |
| 车站                  | 最早启用日期          | 所在地                | 车站位置              | 站台类型              | 换乘线路                                 |
| --------------------- | --------------------- | --------------------- | --------------------- | --------------------- | ---------------------------------------- |
| 美兰湖                | 2010年12月28日        | 宝山区                | 高架                  | 侧式站台              |                                          |
| 罗南新村              | 2010年12月28日        | 宝山区                | 高架                  | 侧式站台              |                                          |
| 潘广路                | 2011年6月30日         | 宝山区                | 地下                  | 岛式站台              |                                          |
| 刘行                  | 2011年6月30日         | 宝山区                | 地下                  | 岛式站台              |                                          |
| 顾村公园              | 2010年12月28日        | 宝山区                | 地下                  | 岛式站台              | █ 15号线                                 |
| 祁华路                | 2014年7月22日         | 宝山区                | 地下                  | 岛式站台              |                                          |
| 上海大学              | 2009年12月5日         | 宝山区                | 地下                  | 岛式站台              |                                          |
| 南陈路                | 2009年12月5日         | 宝山区                | 地下                  | 岛式站台              |                                          |
| 上大路                | 2009年12月5日         | 宝山区                | 地下                  | 一岛一侧式站台        |                                          |
| 场中路                | 2009年12月5日         | 宝山区                | 地下                  | 岛式站台              |                                          |
| 大场镇                | 2009年12月5日         | 宝山区                | 地下                  | 岛式站台              |                                          |
| 行知路                | 2009年12月5日         | 宝山区                | 地下                  | 岛式站台              |                                          |
| 大华三路              | 2009年12月5日         | 宝山区                | 地下                  | 岛式站台              |                                          |
| 新村路                | 2009年12月5日         | 普陀区                | 地下                  | 岛式站台              |                                          |
| 岚皋路                | 2009年12月5日         | 普陀区                | 地下                  | 岛式站台              |                                          |
| 镇坪路                | 2009年12月5日         | 普陀区                | 地下                  | 岛式站台              | █ 3号线、 █ 4号线                        |
| 长寿路                | 2009年12月5日         | 普陀区                | 地下                  | 岛式站台              | █ 13号线                                 |
| 昌平路                | 2009年12月5日         | 静安区                | 地下                  | 侧式站台              |                                          |
| 静安寺                | 2009年12月5日         | 静安区                | 地下                  | 岛式站台              | █ 2号线、 █ 14号线                       |
| 常熟路                | 2009年12月5日         | 徐汇区                | 地下                  | 岛式站台              | █ 1号线                                  |
| 肇嘉浜路              | 2009年12月5日         | 徐汇区                | 地下                  | 岛式站台              | █ 9号线                                  |
| 东安路                | 2009年12月5日         | 徐汇区                | 地下                  | 岛式站台              | █ 4号线                                  |
| 龙华中路              | 2009年12月5日         | 徐汇区                | 地下                  | 岛式站台              | █ 12号线                                 |
| 后滩                  | 2010年4月20日         | 浦东新区              | 地下                  | 岛式站台              |                                          |
| 长清路                | 2009年12月5日         | 浦东新区              | 地下                  | 岛式站台              | █ 13号线                                 |
| 耀华路                | 2009年12月5日         | 浦东新区              | 地下                  | 岛式站台              | █ 8号线                                  |
| 云台路                | 2009年12月5日         | 浦东新区              | 地下                  | 岛式站台              |                                          |
| 高科西路              | 2009年12月5日         | 浦东新区              | 地下                  | 岛式站台              | █ 6号线                                  |
| 杨高南路              | 2009年12月5日         | 浦东新区              | 地下                  | 双岛式站台            |                                          |
| 锦绣路                | 2009年12月5日         | 浦东新区              | 地下                  | 岛式站台              |                                          |
| 芳华路                | 2009年12月5日         | 浦东新区              | 地下                  | 岛式站台              |                                          |
| 龙阳路                | 2009年12月5日         | 浦东新区              | 地下                  | 岛式站台              | █ 2号线、 █ 16号线、 █ 18号线、 █ 磁浮线 |
| 花木路                | 2009年12月5日         | 浦东新区              | 地下                  | 岛式站台              |                                          |

## 8号线
8号线目前共設30座车站，有4座为高架站，其余26座为地下站，其中13座為换乘站。
| 上海轨道交通8号线车站 | 上海轨道交通8号线车站 | 上海轨道交通8号线车站 | 上海轨道交通8号线车站 | 上海轨道交通8号线车站 | 上海轨道交通8号线车站 |
| 车站                  | 最早启用日期          | 所在地                | 车站位置              | 站台类型              | 换乘线路              |
| --------------------- | --------------------- | --------------------- | --------------------- | --------------------- | --------------------- |
| 市光路                | 2007年12月29日        | 杨浦区                | 地下                  | 侧式站台              |                       |
| 嫩江路                | 2007年12月29日        | 杨浦区                | 地下                  | 侧式站台              |                       |
| 翔殷路                | 2007年12月29日        | 杨浦区                | 地下                  | 侧式站台              |                       |
| 黄兴公园              | 2007年12月29日        | 杨浦区                | 地下                  | 侧式站台              |                       |
| 延吉中路              | 2007年12月29日        | 杨浦区                | 地下                  | 岛式站台              |                       |
| 黄兴路                | 2007年12月29日        | 杨浦区                | 地下                  | 岛式站台              |                       |
| 江浦路                | 2007年12月29日        | 杨浦区                | 地下                  | 岛式站台              | █ 18号线              |
| 鞍山新村              | 2007年12月29日        | 杨浦区                | 地下                  | 岛式站台              |                       |
| 四平路                | 2007年12月29日        | 杨浦区/虹口区         | 地下                  | 岛式站台              | █ 10号线              |
| 曲阳路                | 2007年12月29日        | 虹口区                | 地下                  | 侧式站台              |                       |
| 虹口足球场            | 2007年12月29日        | 虹口区                | 地下                  | 岛式站台              | █ 3号线               |
| 西藏北路              | 2007年12月29日        | 静安区                | 地下                  | 岛式站台              |                       |
| 中兴路                | 2007年12月29日        | 静安区                | 地下                  | 岛式站台              |                       |
| 曲阜路                | 2007年12月29日        | 静安区                | 地下                  | 岛式站台              | █ 12号线              |
| 人民广场              | 2007年12月29日        | 黄浦区                | 地下                  | 一岛一侧式站台        | █ 1号线、 █ 2号线     |
| 大世界                | 2007年12月29日        | 黄浦区                | 地下                  | 岛式站台              | █ 14号线              |
| 老西门                | 2007年12月29日        | 黄浦区                | 地下                  | 岛式站台              | █ 10号线              |
| 陆家浜路              | 2007年12月29日        | 黄浦区                | 地下                  | 岛式站台              | █ 9号线               |
| 西藏南路              | 2007年12月29日        | 黄浦区                | 地下                  | 岛式站台              | █ 4号线               |
| 中华艺术宫            | 2012年9月28日         | 浦东新区              | 地下                  | 岛式站台              |                       |
| 耀华路                | 2007年12月29日        | 浦东新区              | 地下                  | 侧式站台              | █ 7号线               |
| 成山路                | 2009年7月5日          | 浦东新区              | 地下                  | 岛式站台              | █ 13号线              |
| 杨思                  | 2009年7月5日          | 浦东新区              | 地下                  | 岛式站台              |                       |
| 东方体育中心          | 2011年4月12日         | 浦东新区              | 地下                  | 岛式站台              | █ 6号线、 █ 11号线    |
| 凌兆新村              | 2009年7月5日          | 浦东新区              | 地下                  | 岛式站台              |                       |
| 芦恒路                | 2009年7月5日          | 闵行区                | 地下                  | 岛式站台              |                       |
| 浦江镇                | 2009年7月5日          | 闵行区                | 高架                  | 岛式站台              |                       |
| 江月路                | 2009年7月5日          | 闵行区                | 高架                  | 岛式站台              |                       |
| 联航路                | 2009年7月5日          | 闵行区                | 高架                  | 岛式站台              |                       |
| 沈杜公路              | 2009年7月5日          | 闵行区                | 高架                  | 岛式站台              | █ 浦江线              |

## 9号线
上海轨道交通9号线分为四期建设。一期工程全长30.687公里，其中地下线14.782公里，敞开段0.638公里，地面线0.518公里，高架线14.748公里。全线设13座车站，地下站9座，高架站4座，平均站间距2.54公里其中松江新城站至桂林路站段全长29.14公里，共设12站，率先于2007年12月29日开通，剩余的宜山路站于2008年12月28日开通。
二期工程起于一期宜山路站，止于杨高中路站，全长14.5公里，均为地下线，沿线共设10座地下车站，1座地下主变电站，投资89.4亿元。线路于2005年12月开工，其中宜山路站至世纪大道站于2009年12月31日开通，开通时采用非高峰运营，至2010年2月20日覆盖早晚高峰。世纪大道站至杨高中路站于2010年4月7日开通，同日，徐家汇站站内换乘开通。
三期工程包括南延伸段和东延伸段两部分。南延伸段原名松江老城区公共交通配套工程，位于松江区，线路起自沪杭客专的上海松江站，终点为9号线一期工程的起点松江新城站，线路全长5.372公里，全部为地下线，投资28亿元。于2009年12月30日开工，已经于2012年12月30日开通试运营。
三期东延伸工程与9号线二期工程杨高中路站接轨，终点止于曹路站，主要位于浦东新区的金桥、曹路镇，线路起自二期工程终点杨高中路站后存车线东端，线路沿杨高中路向东前行，穿过罗山立交、金桥立交至金海路路口，转向金海路继续向东前行，穿过A20公路、浦东运河后，止于龚华路路口。正线全长13.828公里，设车站9座，均为地下线路，投资127.13亿元。本工程与9号线一、二期工程及三期南延伸共用控制中心，位于宜山路与虹梅路附近。本工程设金桥停车场一座，由金吉路站引入（与12号、14号线共址），与12号线共用一条试车线。本工程与既有线接口，曹路站预留向东延伸的条件。工程于2013年底开工建设，2017年12月30日开通试运营。
9号线目前共設35座车站，有4座为高架站，其余31座为地下站，其中11座為换乘站。
| 上海轨道交通9号线车站 | 上海轨道交通9号线车站 | 上海轨道交通9号线车站 | 上海轨道交通9号线车站 | 上海轨道交通9号线车站 | 上海轨道交通9号线车站       |
| 车站                  | 最早启用日期          | 所在地                | 车站位置              | 站台类型              | 换乘线路                    |
| --------------------- | --------------------- | --------------------- | --------------------- | --------------------- | --------------------------- |
| 上海松江站            | 2012年12月30日        | 松江区                | 地下                  | 岛式站台              |                             |
| 醉白池                | 2012年12月30日        | 松江区                | 地下                  | 岛式站台              |                             |
| 松江体育中心          | 2012年12月30日        | 松江区                | 地下                  | 岛式站台              |                             |
| 松江新城              | 2007年12月29日        | 松江区                | 地下                  | 岛式站台              |                             |
| 松江大学城            | 2007年12月29日        | 松江区                | 高架                  | 侧式站台              |                             |
| 洞泾                  | 2007年12月29日        | 松江区                | 高架                  | 侧式站台              |                             |
| 佘山                  | 2007年12月29日        | 松江区                | 高架                  | 岛式站台              |                             |
| 泗泾                  | 2007年12月29日        | 松江区                | 高架                  | 侧式站台              |                             |
| 九亭                  | 2007年12月29日        | 松江区                | 地下                  | 岛式站台              |                             |
| 中春路                | 2007年12月29日        | 闵行区                | 地下                  | 一岛一侧式站台        |                             |
| 七宝                  | 2007年12月29日        | 闵行区                | 地下                  | 岛式站台              |                             |
| 星中路                | 2007年12月29日        | 闵行区                | 地下                  | 岛式站台              |                             |
| 合川路                | 2007年12月29日        | 闵行区                | 地下                  | 岛式站台              |                             |
| 漕河泾开发区          | 2007年12月29日        | 徐汇区                | 地下                  | 岛式站台              |                             |
| 桂林路                | 2007年12月29日        | 徐汇区                | 地下                  | 一岛一侧式站台        | █ 15号线                    |
| 宜山路                | 2008年12月28日        | 徐汇区                | 地下                  | 岛式站台              | █ 3号线、 █ 4号线           |
| 徐家汇                | 2009年12月31日        | 徐汇区                | 地下                  | 岛式站台              | █ 1号线、 █ 11号线          |
| 肇嘉浜路              | 2009年12月31日        | 徐汇区                | 地下                  | 岛式站台              | █ 7号线                     |
| 嘉善路                | 2009年12月31日        | 徐汇区                | 地下                  | 岛式站台              | █ 12号线                    |
| 打浦桥                | 2009年12月31日        | 黄浦区                | 地下                  | 岛式站台              |                             |
| 马当路                | 2009年12月31日        | 黄浦区                | 地下                  | 侧式站台              | █ 13号线                    |
| 陆家浜路              | 2009年12月31日        | 黄浦区                | 地下                  | 岛式站台              | █ 8号线                     |
| 小南门                | 2009年12月31日        | 黄浦区                | 地下                  | 岛式站台              |                             |
| 商城路                | 2009年12月31日        | 浦东新区              | 地下                  | 岛式站台              |                             |
| 世纪大道              | 2009年12月31日        | 浦东新区              | 地下                  | 岛式站台              | █ 2号线、 █ 4号线、 █ 6号线 |
| 杨高中路              | 2010年4月7日          | 浦东新区              | 地下                  | 岛式站台              | █ 18号线                    |
| 芳甸路                | 2017年12月30日        | 浦东新区              | 地下                  | 岛式站台              |                             |
| 蓝天路                | 2017年12月30日        | 浦东新区              | 地下                  | 岛式站台              | █ 14号线                    |
| 台儿庄路              | 2017年12月30日        | 浦东新区              | 地下                  | 岛式站台              |                             |
| 金桥                  | 2017年12月30日        | 浦东新区              | 地下                  | 岛式站台              |                             |
| 金吉路                | 2017年12月30日        | 浦东新区              | 地下                  | 岛式站台              |                             |
| 金海路                | 2017年12月30日        | 浦东新区              | 地下                  | 岛式站台              | █ 12号线                    |
| 顾唐路                | 2017年12月30日        | 浦东新区              | 地下                  | 岛式站台              |                             |
| 民雷路                | 2017年12月30日        | 浦东新区              | 地下                  | 岛式站台              |                             |
| 曹路                  | 2017年12月30日        | 浦东新区              | 地下                  | 岛式站台              |                             |

## 10号线
上海轨道交通10号线线路总长46.301km，设站37座，其中已经投入运营的一期工程共设31站，长36.221km；在建的二期工程共设6站，长10.08km。一期由主线和支线组成，途经闵行、长宁、徐汇、黄浦、静安、虹口和杨浦7个行政区。主线起于闵行区虹桥火车站站，经虹桥机场、虹桥路、淮海西路、复兴中路、复兴东路、河南路、武进路、四平路、淞沪路，止于杨浦区新江湾城站；支线起于闵行区航中路站，沿吴中路、虹井路、虹桥路，与主线在长宁区龙溪路站汇合。线路全长36.221公里，其中主线长31.254公里，支线长4.967公里，全线均为地下线。沿线共设置地下车站31座（其中主线28座、支线3座），主变电所2座，牵引变电所13座，停车场1处，主控制中心1座，主控制中心的信息楼与吴中路停车场的停车库合设，工程总投资237.84亿元。一期主线龙溪路站以东及支线部分于2010年4月10日先期开通试运营，主线龙溪路站以西于2010年11月30日开通。
10号线二期起于一期已建成的新江湾城站，沿淞沪路跨黄浦江后经过港城路，止于浦东区基隆路站，长10.09公里，其中地下线3.383公里，过渡段0.337公里，高架段6.36公里，共设6站。在港城路北侧、江东路东侧新设与6号线共用的停车场1座，在港城路停车场内设1座主变电所，工程总投资73.85亿元。
二期工程已于2015年1月8日开工，于2020年12月26日起开通试运营。
10号线（包括支线）目前共設37座车站，有5座为高架站，其余32座为地下站，其中14座為换乘站。
| 上海轨道交通10号线车站 | 上海轨道交通10号线车站 | 上海轨道交通10号线车站 | 上海轨道交通10号线车站 | 上海轨道交通10号线车站       | 上海轨道交通10号线车站 |
| 车站                   | 最早启用日期           | 所在地                 | 车站位置               | 站台类型                     | 换乘线路               |
| ---------------------- | ---------------------- | ---------------------- | ---------------------- | ---------------------------- | ---------------------- |
| 基隆路                 | 2020年12月26日         | 浦东新区               | 高架                   | 侧式站台                     |                        |
| 港城路                 | 2020年12月26日         | 浦东新区               | 高架                   | 与 █ 6号线组成一岛两侧式站台 | █ 6号线                |
| 高桥                   | 2020年12月26日         | 浦东新区               | 高架                   | 侧式站台                     |                        |
| 高桥西                 | 2020年12月26日         | 浦东新区               | 高架                   | 侧式站台                     |                        |
| 双江路                 | 2020年12月26日         | 浦东新区               | 高架                   | 侧式站台                     |                        |
| 国帆路                 | 2020年12月26日         | 杨浦区                 | 地下                   | 岛式站台                     |                        |
| 新江湾城               | 2010年4月10日          | 杨浦区                 | 地下                   | 双岛式站台                   |                        |
| 殷高东路               | 2010年4月10日          | 杨浦区                 | 地下                   | 岛式站台                     |                        |
| 三门路                 | 2010年4月10日          | 杨浦区                 | 地下                   | 岛式站台                     |                        |
| 江湾体育场             | 2010年4月10日          | 杨浦区                 | 地下                   | 岛式站台                     |                        |
| 五角场                 | 2010年4月10日          | 杨浦区                 | 地下                   | 岛式站台                     |                        |
| 国权路                 | 2010年4月10日          | 杨浦区                 | 地下                   | 岛式站台                     | █ 18号线               |
| 同济大学               | 2010年4月10日          | 杨浦区                 | 地下                   | 岛式站台                     |                        |
| 四平路                 | 2010年4月10日          | 杨浦区/虹口区          | 地下                   | 侧式站台                     | █ 8号线                |
| 邮电新村               | 2010年4月10日          | 虹口区                 | 地下                   | 侧式站台                     |                        |
| 海伦路                 | 2010年4月10日          | 虹口区                 | 地下                   | 岛式站台                     | █ 4号线                |
| 四川北路               | 2010年4月10日          | 虹口区                 | 地下                   | 侧式站台                     |                        |
| 天潼路                 | 2010年4月10日          | 虹口区/静安区          | 地下                   | 岛式站台                     | █ 12号线               |
| 南京东路               | 2010年4月10日          | 黄浦区                 | 地下                   | 岛式站台                     | █ 2号线                |
| 豫园                   | 2010年4月10日          | 黄浦区                 | 地下                   | 岛式站台                     | █ 14号线               |
| 老西门                 | 2010年4月10日          | 黄浦区                 | 地下                   | 岛式站台                     | █ 8号线                |
| 一大会址·新天地        | 2010年4月10日          | 黄浦区                 | 地下                   | 侧式站台                     | █ 13号线               |
| 陕西南路               | 2010年4月10日          | 黄浦区                 | 地下                   | 岛式站台                     | █ 1号线、 █ 12号线     |
| 上海图书馆             | 2010年4月10日          | 徐汇区                 | 地下                   | 岛式站台                     |                        |
| 交通大学               | 2010年4月10日          | 徐汇区                 | 地下                   | 岛式站台                     | █ 11号线               |
| 虹桥路                 | 2010年4月10日          | 长宁区                 | 地下                   | 岛式站台                     | █ 3号线、 █ 4号线      |
| 宋园路                 | 2010年4月10日          | 长宁区                 | 地下                   | 侧式站台                     |                        |
| 伊犁路                 | 2010年4月10日          | 长宁区                 | 地下                   | 岛式站台                     |                        |
| 水城路                 | 2010年4月10日          | 长宁区                 | 地下                   | 岛式站台                     |                        |
| 龙溪路                 | 2010年4月10日          | 长宁区                 | 地下                   | 一岛一侧式站台               |                        |
| 航中路方向             |                        |                        |                        |                              |                        |
| 龙柏新村               | 2010年4月10日          | 闵行区                 | 地下                   | 岛式站台                     |                        |
| 紫藤路                 | 2010年4月10日          | 闵行区                 | 地下                   | 岛式站台                     |                        |
| 航中路                 | 2010年4月10日          | 闵行区                 | 地下                   | 岛式站台                     |                        |
| 虹桥火车站方向         |                        |                        |                        |                              |                        |
| 上海动物园             | 2010年11月30日         | 长宁区                 | 地下                   | 岛式站台                     |                        |
| 虹桥1号航站楼          | 2010年11月30日         | 长宁区                 | 地下                   | 岛式站台                     |                        |
| 虹桥2号航站楼          | 2010年11月30日         | 闵行区                 | 地下                   | 与 █ 2号线组成三岛式站台     | █ 2号线                |
| 虹桥火车站             | 2010年11月30日         | 闵行区                 | 地下                   | 岛式站台                     | █ 2号线、 █ 17号线     |

## 11号线
上海轨道交通11号线一期工程全长46.008公里，其中地下线长21.676公里，高架线长22.283公里，地面线长2.049公里。全线共设9座高架车站（其中1座预留）、11座地下车站和1座地面车站，在主线起点附近设嘉定辅助停车场1座，在支线赛车场附近设赛车场车辆段1处，另有控制中心1处，主变电站2处，工程总投资189.5亿元。工程包括主线嘉定北站—华山路中间风井、支线嘉定新城站—安亭站，位于上海市嘉定区、普陀区和长宁区。江苏路站至嘉定北站于2009年12月31日通车试运营，线路长度33.2公里。支线除昌吉东路站外于2010年3月29日开通。
二期工程全长22.886公里，工程总投资129.65亿元。江苏路站至罗山路站于2013年8月31日通车，单线里程达到65公里，成为国内单线里程最长的地铁线路。
安亭站至花桥站段，全长6公里，均为高架线；其中，上海市境内段约450米，江苏省境内段约5.55公里，投资18.49亿元。于2013年10月16日开通，共设3座高架车站，成为全国首条跨省轨道交通，单线里程达到72公里。
罗山路站至迪士尼站段，原名浦东中部地区公共交通配套工程，全长约9.15公里，其中高架线约7.39公里，敞开段约0.3公里，地下线约1.46公里，设站3座，投资43.71亿元。2015年12月19日开通秀沿路至康新公路区段。2016年4月26日10时起，迪士尼实现载客试运营。
陈翔公路站于2020年8月25日开通。康恒路站于2024年9月28日开通。
11号线现时共設40座车站，有1座為为地面站，15座为高架站，其余24座为地下站，其中12座為换乘站。
| 上海轨道交通11号线车站 | 上海轨道交通11号线车站 | 上海轨道交通11号线车站 | 上海轨道交通11号线车站 | 上海轨道交通11号线车站   | 上海轨道交通11号线车站       |
| 车站                   | 最早启用日期           | 所在地                 | 车站位置               | 站台类型                 | 换乘线路                     |
| ---------------------- | ---------------------- | ---------------------- | ---------------------- | ------------------------ | ---------------------------- |
| 迪士尼                 | 2016年4月26日          | 浦东新区               | 地下                   | 岛式站台                 |                              |
| 康新公路               | 2015年12月19日         | 浦东新区               | 高架                   | 侧式站台                 |                              |
| 秀沿路                 | 2015年12月19日         | 浦东新区               | 高架                   | 侧式站台                 |                              |
| 罗山路                 | 2013年8月31日          | 浦东新区               | 高架                   | 岛式叠式站台             | █ 16号线                     |
| 御桥                   | 2013年8月31日          | 浦东新区               | 地下                   | 岛式站台                 | █ 18号线                     |
| 康恒路                 | 2024年9月28日          | 浦东新区               | 地下                   | 岛式站台                 |                              |
| 浦三路                 | 2013年8月31日          | 浦东新区               | 地下                   | 侧式站台                 |                              |
| 三林东                 | 2013年8月31日          | 浦东新区               | 地下                   | 岛式站台                 |                              |
| 三林                   | 2013年8月31日          | 浦东新区               | 地下                   | 双岛式站台               |                              |
| 东方体育中心           | 2013年8月31日          | 浦东新区               | 地下                   | 与 █ 6号线组成双岛式站台 | █ 6号线、 █ 8号线            |
| 龙耀路                 | 2013年8月31日          | 徐汇区                 | 地下                   | 岛式站台                 |                              |
| 云锦路                 | 2013年8月31日          | 徐汇区                 | 地下                   | 侧式站台                 |                              |
| 龙华                   | 2013年8月31日          | 徐汇区                 | 地下                   | 岛式站台                 | █ 12号线                     |
| 上海游泳馆             | 2013年8月31日          | 徐汇区                 | 地下                   | 岛式站台                 |                              |
| 徐家汇                 | 2013年8月31日          | 徐汇区                 | 地下                   | 岛式站台                 | █ 1号线、 █ 9号线            |
| 交通大学               | 2013年8月31日          | 徐汇区                 | 地下                   | 岛式站台                 | █ 10号线                     |
| 江苏路                 | 2009年12月31日         | 长宁区                 | 地下                   | 岛式站台                 | █ 2号线                      |
| 隆德路                 | 2009年12月31日         | 普陀区                 | 地下                   | 岛式站台                 | █ 13号线                     |
| 曹杨路                 | 2009年12月31日         | 普陀区                 | 地下                   | 侧式叠式站台             | █ 3号线、 █ 4号线、 █ 14号线 |
| 枫桥路                 | 2009年12月31日         | 普陀区                 | 地下                   | 岛式站台                 |                              |
| 真如                   | 2009年12月31日         | 普陀区                 | 地下                   | 一岛一侧式站台           | █ 14号线                     |
| 上海西站               | 2009年12月31日         | 普陀区                 | 地下                   | 岛式站台                 | █ 15号线                     |
| 李子园                 | 2009年12月31日         | 普陀区                 | 地下                   | 岛式站台                 |                              |
| 祁连山路               | 2009年12月31日         | 普陀区                 | 地下                   | 岛式站台                 |                              |
| 武威路                 | 2009年12月31日         | 普陀区                 | 地下                   | 岛式站台                 |                              |
| 桃浦新村               | 2009年12月31日         | 普陀区                 | 地下                   | 岛式站台                 |                              |
| 南翔                   | 2009年12月31日         | 嘉定区                 | 高架                   | 一岛一侧式站台           |                              |
| 陈翔公路               | 2020年8月25日          | 嘉定区                 | 高架                   | 侧式站台                 |                              |
| 马陆                   | 2009年12月31日         | 嘉定区                 | 高架                   | 侧式站台                 |                              |
| 嘉定新城               | 2009年12月31日         | 嘉定区                 | 高架                   | 一岛一侧式站台           |                              |
| 嘉定北方向             |                        |                        |                        |                          |                              |
| 白银路                 | 2009年12月31日         | 嘉定区                 | 高架                   | 侧式站台                 |                              |
| 嘉定西                 | 2009年12月31日         | 嘉定区                 | 高架                   | 侧式站台                 |                              |
| 嘉定北                 | 2009年12月31日         | 嘉定区                 | 高架                   | 侧式站台                 |                              |
| 花桥方向               |                        |                        |                        |                          |                              |
| 上海赛车场             | 2010年3月29日          | 嘉定区                 | 地下                   | 侧式站台                 |                              |
| 昌吉东路               | 2011年4月26日          | 嘉定区                 | 地面                   | 侧式站台                 |                              |
| 上海汽车城             | 2010年3月29日          | 嘉定区                 | 高架                   | 侧式站台                 |                              |
| 安亭                   | 2010年3月29日          | 嘉定区                 | 高架                   | 岛式站台                 |                              |
| 兆丰路                 | 2013年10月16日         | 江苏省昆山市           | 高架                   | 岛式站台                 |                              |
| 光明路                 | 2013年10月16日         | 江苏省昆山市           | 高架                   | 侧式站台                 |                              |
| 花桥                   | 2013年10月16日         | 江苏省昆山市           | 高架                   | 侧式站台                 | 苏州轨道交通11号线           |

## 12号线
12号线全線由闵行区莘庄镇七莘路站，经徐汇区、静安区、黄浦区、虹口区、杨浦区，下穿黄浦江最终到达浦东新区金桥金海路站。线路全长40.417公里，均为地下线，工程总投资为233.99亿元。工程于2008年底动工，2013年12月29日开通天潼路站—金海路站段，2014年5月10日曲阜路站开门迎客，2015年12月19日开通汉中路站—七莘路站段，至此全线通车。12号线是上海地铁系统中可换乘线路较多的线路，全线设16个换乘站点，除了5号线，14号线，16号线，17号线及浦江线之外，其余可换乘大部分的线路，其中桂林公园站—天潼路站区间皆为换乘站（其中南京西路站为虚拟换乘）。
12号线目前共設32座车站，全线均为地下站，其中16座為换乘站。
| 上海轨道交通12号线车站 | 上海轨道交通12号线车站 | 上海轨道交通12号线车站 | 上海轨道交通12号线车站 | 上海轨道交通12号线车站 | 上海轨道交通12号线车站 |
| 车站                   | 最早启用日期           | 所在地                 | 车站位置               | 站台类型               | 换乘线路               |
| ---------------------- | ---------------------- | ---------------------- | ---------------------- | ---------------------- | ---------------------- |
| 金海路                 | 2013年12月29日         | 浦东新区               | 地下                   | 侧式站台               | █ 9号线                |
| 申江路                 | 2013年12月29日         | 浦东新区               | 地下                   | 岛式站台               |                        |
| 金京路                 | 2013年12月29日         | 浦东新区               | 地下                   | 岛式站台               |                        |
| 杨高北路               | 2013年12月29日         | 浦东新区               | 地下                   | 岛式站台               |                        |
| 巨峰路                 | 2013年12月29日         | 浦东新区               | 地下                   | 岛式站台               | █ 6号线                |
| 东陆路                 | 2013年12月29日         | 浦东新区               | 地下                   | 岛式站台               |                        |
| 复兴岛                 | 2013年12月29日         | 杨浦区                 | 地下                   | 岛式站台               |                        |
| 爱国路                 | 2013年12月29日         | 杨浦区                 | 地下                   | 岛式站台               |                        |
| 隆昌路                 | 2013年12月29日         | 杨浦区                 | 地下                   | 侧式站台               |                        |
| 宁国路                 | 2013年12月29日         | 杨浦区                 | 地下                   | 岛式站台               |                        |
| 江浦公园               | 2013年12月29日         | 杨浦区                 | 地下                   | 岛式站台               | █ 18号线               |
| 大连路                 | 2013年12月29日         | 杨浦区                 | 地下                   | 岛式站台               | █ 4号线                |
| 提篮桥                 | 2013年12月29日         | 虹口区                 | 地下                   | 岛式站台               |                        |
| 国际客运中心           | 2013年12月29日         | 虹口区                 | 地下                   | 侧式站台               |                        |
| 天潼路                 | 2013年12月29日         | 虹口区                 | 地下                   | 侧式站台               | █ 10号线               |
| 曲阜路                 | 2014年5月10日          | 静安区                 | 地下                   | 岛式站台               | █ 8号线                |
| 汉中路                 | 2015年12月19日         | 静安区                 | 地下                   | 岛式站台               | █ 1号线、 █ 13号线     |
| 南京西路               | 2015年12月19日         | 静安区                 | 地下                   | 岛式站台               | █ 2号线、 █ 13号线     |
| 陕西南路               | 2015年12月19日         | 黄浦区                 | 地下                   | 岛式站台               | █ 1号线、 █ 10号线     |
| 嘉善路                 | 2015年12月19日         | 徐汇区                 | 地下                   | 岛式站台               | █ 9号线                |
| 大木桥路               | 2015年12月19日         | 徐汇区                 | 地下                   | 岛式站台               | █ 4号线                |
| 龙华中路               | 2015年12月19日         | 徐汇区                 | 地下                   | 侧式站台               | █ 7号线                |
| 龙华                   | 2015年12月19日         | 徐汇区                 | 地下                   | 岛式站台               | █ 11号线               |
| 龙漕路                 | 2015年12月19日         | 徐汇区                 | 地下                   | 岛式站台               | █ 3号线                |
| 漕宝路                 | 2015年12月19日         | 徐汇区                 | 地下                   | 岛式站台               | █ 1号线                |
| 桂林公园               | 2015年12月19日         | 徐汇区                 | 地下                   | 岛式站台               | █ 15号线               |
| 虹漕路                 | 2015年12月19日         | 徐汇区                 | 地下                   | 岛式站台               |                        |
| 虹梅路                 | 2015年12月19日         | 徐汇区                 | 地下                   | 岛式站台               |                        |
| 东兰路                 | 2015年12月19日         | 闵行区                 | 地下                   | 岛式站台               |                        |
| 顾戴路                 | 2015年12月19日         | 闵行区                 | 地下                   | 岛式站台               |                        |
| 虹莘路                 | 2015年12月19日         | 闵行区                 | 地下                   | 岛式站台               |                        |
| 七莘路                 | 2015年12月19日         | 闵行区                 | 地下                   | 岛式站台               |                        |

## 13号线
为了给上海世博会提供过江轨道交通线路，13号线世博专线即“世博园区专用交通联络线工程”先行建设，线路长度4.887公里，共设新天地站至长清路站五站四区间。其中三个车站（马当路站、卢浦大桥站、世博大道站）属于2010年世界博览会的「世博专线」（或称「世博过江段」），马当路站至世博大道站段于2010年4月20日投入运营，作为世博园内专用轨道交通。由于该段全线位于世博园区内，因此世博会期间此段线路不纳入轨道交通运营网络，而是在经过安检和检票后免费乘坐。（世博专线马当路站实际作为世博园区的一个出入口，编号为9号门，而9号线马当路站位于园区外，两线需通过地面出站换乘）。世博专线通过位于长清路站的7-13联络线，借用9号线的列车，采取双向单线运行的模式。该工程采用BT模式建设，由上海建工（集团）总公司于2007年3月以13.38亿元人民币的投得建设权。工程竣工並试运营一年后，由招标人回购。
一期工程自金运路站至南京西路站，线路全长16.468公里，设14座车站，设北翟路车辆段1座，设隆德路开闭所及控制中心与11号线共享。工程投资124.17亿元。一期工程于2008年12月28日正式开工，2012年12月30日开通金运路站至金沙江路站段（祁连山南路站和大渡河路站未开通），2014年12月28日开通隆德路站至长寿路站段，2015年12月19日开通一期工程的剩余区段。由于一期工程至南京西路站截止，而世博专线自新天地站开始，中间仍存在一站两区间（即淮海中路站及其相邻区间）未列入。因此于2009年着手开始世博园区专用交通联络线工程调整（简称“世调”）的建设。工程也包括马当路站至长清路站的改造工程（简称“世改”），含世博专线在内总投资45.21亿元。淮海中路站于2009年11月20日开工，相邻区间分别从南京西路站及新天地站推进，形成“四龙会师”的壮观景象。
二期工程自长清路站至华夏中路站，全长10.139公里，共设7站，与三期工程合计投资129.32亿元。该段线路与一期工程于2007年一并环评获批，但由于新增北蔡站，同时调整陈春东路站后，需再次向国家环保局提出变更申请。在2011年先后对变更进行了两次环境影响评价公示。2013年12月31日，二期工程陈春路站（原绿川新村站）正式开工，当初预计2017年底便可开通运营，但开工不久便进入停工状态，原因是其它车站并不能陆续动工。2014年底，其余车站陆续开工。三期工程自中科路站至张江路站，全长5.273公里，共设3站。虽然该段规划早已存在，但未于2007年与一、二期工程一并环评，故在2013-2014年补充完成了该段的环境影响评价。报告显示，工程计划2014年7月开工，2017年12月建成通车。二期、三期于2018年12月30日开通。
13号线目前正在建设西延伸与东延伸。西延伸早在2010年虹桥商务区总体规划方案中，就已存在了相关规划并画入控规中。2016年新一轮规划编制时，13号线确定西延伸至诸光路站，远期将把诸光路段拆分给25号线，已列入2017-2025近期建设规划内。
13号线目前共設31座车站，全线均为地下站，其中14座為换乘站。
| 上海轨道交通13号线车站 | 上海轨道交通13号线车站                                            | 上海轨道交通13号线车站 | 上海轨道交通13号线车站 | 上海轨道交通13号线车站 | 上海轨道交通13号线车站 |
| 车站                   | 最早启用日期                                                      | 所在地                 | 车站位置               | 站台类型               | 换乘线路               |
| ---------------------- | ----------------------------------------------------------------- | ---------------------- | ---------------------- | ---------------------- | ---------------------- |
| 金运路                 | 2012年12月30日                                                    | 嘉定区                 | 地下                   | 岛式站台               |                        |
| 金沙江西路             | 2012年12月30日                                                    | 嘉定区                 | 地下                   | 岛式站台               |                        |
| 丰庄                   | 2012年12月30日                                                    | 嘉定区                 | 地下                   | 岛式站台               |                        |
| 祁连山南路             | 2013年6月15日                                                     | 普陀区                 | 地下                   | 岛式站台               |                        |
| 真北路                 | 2012年12月30日                                                    | 普陀区                 | 地下                   | 岛式站台               |                        |
| 大渡河路               | 2014年11月1日                                                     | 普陀区                 | 地下                   | 侧式站台               | █ 15号线               |
| 金沙江路               | 2012年12月30日                                                    | 普陀区                 | 地下                   | 岛式站台               | █ 3号线、 █ 4号线      |
| 隆德路                 | 2014年12月28日                                                    | 普陀区                 | 地下                   | 岛式站台               | █ 11号线               |
| 武宁路                 | 2014年12月28日                                                    | 普陀区                 | 地下                   | 岛式站台               | █ 14号线               |
| 长寿路                 | 2014年12月28日                                                    | 普陀区                 | 地下                   | 岛式站台               | █ 7号线                |
| 江宁路                 | 2015年12月19日                                                    | 普陀区                 | 地下                   | 岛式站台               |                        |
| 汉中路                 | 2015年12月19日                                                    | 静安区                 | 地下                   | 岛式站台               | █ 1号线、 █ 12号线     |
| 自然博物馆             | 2015年12月19日                                                    | 静安区                 | 地下                   | 岛式站台               |                        |
| 南京西路               | 2015年12月19日                                                    | 静安区                 | 地下                   | 侧式站台               | █ 2号线、 █ 12号线     |
| 淮海中路               | 2015年12月19日                                                    | 黄浦区                 | 地下                   | 岛式站台               |                        |
| 一大会址·新天地        | 2015年12月19日                                                    | 黄浦区                 | 地下                   | 岛式站台               | █ 10号线               |
| 马当路                 | 2010年4月20日－2010年11月2日（世博专线） 2015年12月19日（13号线） | 黄浦区                 | 地下                   | 岛式站台               | █ 9号线                |
| 世博会博物馆           | 2010年4月20日－2010年11月2日（世博专线） 2015年12月19日（13号线） | 黄浦区                 | 地下                   | 岛式站台               |                        |
| 世博大道               | 2010年4月20日－2010年11月2日（世博专线） 2015年12月19日（13号线） | 浦东新区               | 地下                   | 一岛一侧式站台         |                        |
| 长清路                 | 2018年12月30日                                                    | 浦东新区               | 地下                   | 岛式站台               | █ 7号线                |
| 成山路                 | 2018年12月30日                                                    | 浦东新区               | 地下                   | 岛式站台               | █ 8号线                |
| 东明路                 | 2018年12月30日                                                    | 浦东新区               | 地下                   | 岛式站台               | █ 6号线                |
| 华鹏路                 | 2018年12月30日                                                    | 浦东新区               | 地下                   | 岛式站台               |                        |
| 下南路                 | 2018年12月30日                                                    | 浦东新区               | 地下                   | 岛式站台               |                        |
| 北蔡                   | 2018年12月30日                                                    | 浦东新区               | 地下                   | 岛式站台               |                        |
| 陈春路                 | 2018年12月30日                                                    | 浦东新区               | 地下                   | 岛式站台               |                        |
| 莲溪路                 | 2018年12月30日                                                    | 浦东新区               | 地下                   | 岛式站台               | █ 18号线               |
| 华夏中路               | 2018年12月30日                                                    | 浦东新区               | 地下                   | 岛式站台               | █ 16号线               |
| 中科路                 | 2018年12月30日                                                    | 浦东新区               | 地下                   | 岛式站台               |                        |
| 学林路                 | 2018年12月30日                                                    | 浦东新区               | 地下                   | 岛式站台               |                        |
| 张江路                 | 2018年12月30日                                                    | 浦东新区               | 地下                   | 岛式站台               |                        |

## 14号线
上海轨道交通14号线全线除龙居路站外的所有30座车站于2021年12月30日正式开通运营。
14号线目前现时共設30座已开通的车站，全线均为地下站，其中14座為换乘站。
| 上海轨道交通14号线车站 | 上海轨道交通14号线车站 | 上海轨道交通14号线车站 | 上海轨道交通14号线车站 | 上海轨道交通14号线车站 | 上海轨道交通14号线车站       |
| 车站                   | 最早启用日期           | 所在地                 | 车站位置               | 站台类型               | 换乘线路                     |
| ---------------------- | ---------------------- | ---------------------- | ---------------------- | ---------------------- | ---------------------------- |
| 封浜                   | 2021年12月30日         | 嘉定区                 | 地下                   | 岛式站台               |                              |
| 乐秀路                 | 2021年12月30日         | 嘉定区                 | 地下                   | 岛式站台               |                              |
| 临洮路                 | 2021年12月30日         | 嘉定区                 | 地下                   | 岛式站台               |                              |
| 嘉怡路                 | 2021年12月30日         | 嘉定区                 | 地下                   | 岛式站台               |                              |
| 定边路                 | 2021年12月30日         | 嘉定区                 | 地下                   | 岛式站台               |                              |
| 真新新村               | 2021年12月30日         | 嘉定区                 | 地下                   | 岛式站台               |                              |
| 真光路                 | 2021年12月30日         | 普陀区                 | 地下                   | 岛式站台               |                              |
| 铜川路                 | 2021年12月30日         | 普陀区                 | 地下                   | 岛式站台               | █ 15号线                     |
| 真如                   | 2021年12月30日         | 普陀区                 | 地下                   | 岛式站台               | █ 11号线                     |
| 中宁路                 | 2021年12月30日         | 普陀区                 | 地下                   | 岛式站台               |                              |
| 曹杨路                 | 2021年12月30日         | 普陀区                 | 地下                   | 一岛一侧式站台         | █ 3号线、 █ 4号线、 █ 11号线 |
| 武宁路                 | 2021年12月30日         | 普陀区                 | 地下                   | 岛式站台               | █ 13号线                     |
| 武定路                 | 2021年12月30日         | 静安区                 | 地下                   | 岛式站台               |                              |
| 静安寺                 | 2021年12月30日         | 静安区                 | 地下                   | 岛式站台               | █ 2号线、 █ 7号线            |
| 一大会址·黄陂南路      | 2021年12月30日         | 黄浦区                 | 地下                   | 侧式站台               | █ 1号线                      |
| 大世界                 | 2021年12月30日         | 黄浦区                 | 地下                   | 岛式站台               | █ 8号线                      |
| 豫园                   | 2021年12月30日         | 黄浦区                 | 地下                   | 岛式站台               | █ 10号线                     |
| 陆家嘴                 | 2021年12月30日         | 浦东新区               | 地下                   | 岛式站台               | █ 2号线                      |
| 浦东南路               | 2021年12月30日         | 浦东新区               | 地下                   | 岛式站台               | █ 2号线                      |
| 浦东大道               | 2021年12月30日         | 浦东新区               | 地下                   | 岛式站台               | █ 4号线                      |
| 源深路                 | 2021年12月30日         | 浦东新区               | 地下                   | 侧式站台               |                              |
| 昌邑路                 | 2021年12月30日         | 浦东新区               | 地下                   | 岛式站台               | █ 18号线                     |
| 歇浦路                 | 2021年12月30日         | 浦东新区               | 地下                   | 岛式站台               |                              |
| 龙居路                 | 尚未启用               | 浦东新区               | 地下                   | 岛式站台               |                              |
| 云山路                 | 2021年12月30日         | 浦东新区               | 地下                   | 岛式站台               | █ 6号线                      |
| 蓝天路                 | 2021年12月30日         | 浦东新区               | 地下                   | 岛式站台               | █ 9号线                      |
| 黄杨路                 | 2021年12月30日         | 浦东新区               | 地下                   | 岛式站台               |                              |
| 云顺路                 | 2021年12月30日         | 浦东新区               | 地下                   | 岛式站台               |                              |
| 浦东足球场             | 2021年12月30日         | 浦东新区               | 地下                   | 岛式站台               |                              |
| 金粤路                 | 2021年12月30日         | 浦东新区               | 地下                   | 岛式站台               |                              |
| 桂桥路                 | 2021年12月30日         | 浦东新区               | 地下                   | 岛式站台               |                              |

## 15号线
上海轨道交通15号线全线除桂林路站外的所有29座车站于2021年1月23日正式开通运营，桂林路站則於2021年5月29日开始不上下客的停站测试，6月27日开通运营。
15号线目前共設30座车站，全线均为地下站，其中8座為换乘站。
| 上海轨道交通15号线车站 | 上海轨道交通15号线车站 | 上海轨道交通15号线车站 | 上海轨道交通15号线车站 | 上海轨道交通15号线车站 | 上海轨道交通15号线车站 |
| 车站                   | 最早启用日期           | 所在地                 | 车站位置               | 站台类型               | 换乘线路               |
| ---------------------- | ---------------------- | ---------------------- | ---------------------- | ---------------------- | ---------------------- |
| 顾村公园               | 2021年1月23日          | 宝山区                 | 地下                   | 岛式站台               | █ 7号线                |
| 锦秋路                 | 2021年1月23日          | 宝山区                 | 地下                   | 岛式站台               |                        |
| 丰翔路                 | 2021年1月23日          | 宝山区                 | 地下                   | 岛式站台               |                        |
| 南大路                 | 2021年1月23日          | 宝山区                 | 地下                   | 岛式站台               |                        |
| 祁安路                 | 2021年1月23日          | 普陀区                 | 地下                   | 岛式站台               |                        |
| 古浪路                 | 2021年1月23日          | 普陀区                 | 地下                   | 一岛一侧式站台         |                        |
| 武威东路               | 2021年1月23日          | 普陀区                 | 地下                   | 岛式站台               |                        |
| 上海西站               | 2021年1月23日          | 普陀区                 | 地下                   | 岛式站台               | █ 11号线               |
| 铜川路                 | 2021年1月23日          | 普陀区                 | 地下                   | 岛式站台               | █ 14号线               |
| 梅岭北路               | 2021年1月23日          | 普陀区                 | 地下                   | 岛式站台               |                        |
| 大渡河路               | 2021年1月23日          | 普陀区                 | 地下                   | 岛式站台               | █ 13号线               |
| 长风公园               | 2021年1月23日          | 普陀区                 | 地下                   | 一岛一侧式站台         |                        |
| 娄山关路               | 2021年1月23日          | 长宁区                 | 地下                   | 岛式站台               | █ 2号线                |
| 红宝石路               | 2021年1月23日          | 长宁区                 | 地下                   | 岛式站台               |                        |
| 姚虹路                 | 2021年1月23日          | 长宁区                 | 地下                   | 岛式站台               |                        |
| 吴中路                 | 2021年1月23日          | 徐汇区/闵行区          | 地下                   | 岛式站台               |                        |
| 桂林路                 | 2021年6月27日          | 徐汇区                 | 地下                   | 岛式站台               | █ 9号线                |
| 桂林公园               | 2021年1月23日          | 徐汇区                 | 地下                   | 岛式站台               | █ 12号线               |
| 上海南站               | 2021年1月23日          | 徐汇区                 | 地下                   | 岛式站台               | █ 1号线、 █ 3号线      |
| 华东理工大学           | 2021年1月23日          | 徐汇区                 | 地下                   | 岛式站台               |                        |
| 罗秀路                 | 2021年1月23日          | 徐汇区                 | 地下                   | 岛式站台               |                        |
| 朱梅路                 | 2021年1月23日          | 徐汇区                 | 地下                   | 岛式站台               |                        |
| 景洪路                 | 2021年1月23日          | 闵行区                 | 地下                   | 岛式站台               |                        |
| 虹梅南路               | 2021年1月23日          | 闵行区                 | 地下                   | 岛式站台               |                        |
| 景西路                 | 2021年1月23日          | 闵行区                 | 地下                   | 岛式站台               |                        |
| 曙建路                 | 2021年1月23日          | 闵行区                 | 地下                   | 岛式站台               |                        |
| 双柏路                 | 2021年1月23日          | 闵行区                 | 地下                   | 岛式站台               |                        |
| 元江路                 | 2021年1月23日          | 闵行区                 | 地下                   | 岛式站台               |                        |
| 永德路                 | 2021年1月23日          | 闵行区                 | 地下                   | 岛式站台               |                        |
| 紫竹高新区             | 2021年1月23日          | 闵行区                 | 地下                   | 岛式站台               |                        |

## 16号线
上海轨道交通16号线于2013年12月29日正式开通，最初原本規劃為11號線南段（R3s）。因开通时仅使用三节编组，该线路使用的列车被东方早报称为上海地铁的最短地铁列车。该线路是上海地铁时速最快的地铁线路，其列车报站也是上海地铁第一次在报站时加入沪语。
16号线在最初设计上，安排了站站停、大站车、直达车三种运行模式。设计全程运行时间为：直达车36分钟，大站车41分钟，普通车48分钟。运行初期采取站站停和大站车结合的模式开行。自2013年12月29日起开行的大站车停靠羅山路站、新場站、惠南站以及滴水湖站。于工作日早晚高峰期间开行，每天16对。后于2014年1月30日暂时取消大站车，站站停普通列车运行间隔从原来的20分钟缩短到10分钟左右。2016年3月21日起，16号线恢复大站车运营模式，并将运行范围扩大到龙阳路站，运营时间覆盖到工作日和节假日。但值得注意的是，大站车的运营并未包括工作日早高峰开往龙阳路方向的通勤班次。
2020年6月18日起，16号线启用新运行图，逢工作日开行直达车，共四班。
下表中，粗体字加粗的站点名称为大站快车所停站点名称。
16号线目前共設13座车站，有10座为高架站，3座为地下站，其中3座為换乘站。
| 上海轨道交通16号线车站 | 上海轨道交通16号线车站 | 上海轨道交通16号线车站 | 上海轨道交通16号线车站 | 上海轨道交通16号线车站 | 上海轨道交通16号线车站                  |
| 车站                   | 最早启用日期           | 所在地                 | 车站位置               | 站台类型               | 换乘线路                                |
| ---------------------- | ---------------------- | ---------------------- | ---------------------- | ---------------------- | --------------------------------------- |
| 龙阳路                 | 2014年12月28日         | 浦东新区               | 高架                   | 双岛式站台             | █ 2号线、 █ 7号线、 █ 18号线、 █ 磁浮线 |
| 华夏中路               | 2014年12月28日         | 浦东新区               | 高架                   | 岛式站台               | █ 13号线                                |
| 罗山路                 | 2013年12月29日         | 浦东新区               | 高架                   | 岛式叠式站台           | █ 11号线                                |
| 周浦东                 | 2013年12月29日         | 浦东新区               | 高架                   | 侧式站台               |                                         |
| 鹤沙航城               | 2013年12月29日         | 浦东新区               | 高架                   | 侧式站台               |                                         |
| 航头东                 | 2013年12月29日         | 浦东新区               | 高架                   | 双岛式站台             |                                         |
| 新场                   | 2013年12月29日         | 浦东新区               | 高架                   | 侧式站台               |                                         |
| 野生动物园             | 2013年12月29日         | 浦东新区               | 高架                   | 双岛式站台             |                                         |
| 惠南                   | 2013年12月29日         | 浦东新区               | 地下                   | 侧式站台               |                                         |
| 惠南东                 | 2013年12月29日         | 浦东新区               | 高架                   | 双岛式站台             |                                         |
| 书院                   | 2013年12月29日         | 浦东新区               | 高架                   | 一岛一侧式站台         |                                         |
| 临港大道               | 2013年12月29日         | 浦东新区               | 地下                   | 一岛一侧式站台         |                                         |
| 滴水湖                 | 2013年12月29日         | 浦东新区               | 地下                   | 双岛式站台             |                                         |

## 17号线
线路编号原为20号线，在2011年上海地铁规划调整中调整线路编号为17号线，又称青浦线，最初规划为2号线西延伸青浦段（R2w）。
17号线目前共設14座车站，有7座为高架站，7座为地下站，其中2座為换乘站。
| 上海轨道交通17号线车站 | 上海轨道交通17号线车站 | 上海轨道交通17号线车站 | 上海轨道交通17号线车站 | 上海轨道交通17号线车站   | 上海轨道交通17号线车站 |
| 车站                   | 最早启用日期           | 所在地                 | 车站位置               | 站台类型                 | 换乘线路               |
| ---------------------- | ---------------------- | ---------------------- | ---------------------- | ------------------------ | ---------------------- |
| 虹桥火车站             | 2017年12月30日         | 闵行区                 | 地下                   | 与 █ 2号线组成双岛式站台 | █ 2号线、 █ 10号线     |
| 国家会展中心站         | 2017年12月30日         | 青浦区                 | 地下                   | 岛式站台                 | █ 2号线                |
| 蟠龙路                 | 2017年12月30日         | 青浦区                 | 地下                   | 岛式站台                 |                        |
| 徐盈路                 | 2017年12月30日         | 青浦区                 | 高架                   | 岛式站台                 |                        |
| 徐泾北城               | 2017年12月30日         | 青浦区                 | 高架                   | 岛式站台                 |                        |
| 嘉松中路               | 2017年12月30日         | 青浦区                 | 高架                   | 侧式站台                 |                        |
| 赵巷                   | 2017年12月30日         | 青浦区                 | 高架                   | 侧式站台                 |                        |
| 汇金路                 | 2017年12月30日         | 青浦区                 | 地下                   | 侧式站台                 |                        |
| 青浦新城               | 2017年12月30日         | 青浦区                 | 地下                   | 岛式站台                 |                        |
| 漕盈路                 | 2017年12月30日         | 青浦区                 | 地下                   | 岛式站台                 |                        |
| 淀山湖大道             | 2017年12月30日         | 青浦区                 | 地下                   | 岛式站台                 |                        |
| 朱家角                 | 2017年12月30日         | 青浦区                 | 高架                   | 岛式站台                 |                        |
| 东方绿舟               | 2017年12月30日         | 青浦区                 | 高架                   | 岛式站台                 |                        |
| 西岑                   | 2024年11月30日         | 青浦区                 | 高架                   | 岛式站台                 |                        |

## 18号线
上海轨道交通18号线一期南段于2020年12月26日正式开通运营，成为上海首条最高等级全自动无人驾驶的地铁线路。一期北段則於2021年12月30日开通运营。
18號線目前共設26座車站，全線均為地下站，其中10座為轉乘站。
| 上海轨道交通18号线车站 | 上海轨道交通18号线车站 | 上海轨道交通18号线车站 | 上海轨道交通18号线车站 | 上海轨道交通18号线车站 | 上海轨道交通18号线车站                  |
| 车站                   | 最早启用日期           | 所在地                 | 车站位置               | 站台类型               | 换乘线路                                |
| ---------------------- | ---------------------- | ---------------------- | ---------------------- | ---------------------- | --------------------------------------- |
| 长江南路               | 2021年12月30日         | 宝山区                 | 地下                   | 岛式站台               | █ 3号线                                 |
| 殷高路                 | 2021年12月30日         | 宝山区                 | 地下                   | 岛式站台               |                                         |
| 上海财经大学           | 2021年12月30日         | 杨浦区                 | 地下                   | 岛式站台               |                                         |
| 复旦大学               | 2021年12月30日         | 杨浦区                 | 地下                   | 岛式站台               |                                         |
| 国权路                 | 2021年12月30日         | 杨浦区                 | 地下                   | 岛式站台               | █ 10号线                                |
| 抚顺路                 | 2021年12月30日         | 杨浦区                 | 地下                   | 岛式站台               |                                         |
| 江浦路                 | 2021年12月30日         | 杨浦区                 | 地下                   | 岛式站台               | █ 8号线                                 |
| 江浦公园               | 2021年12月30日         | 杨浦区                 | 地下                   | 岛式站台               | █ 12号线                                |
| 平凉路                 | 2021年12月30日         | 杨浦区                 | 地下                   | 一岛一侧式站台         |                                         |
| 丹阳路                 | 2021年12月30日         | 杨浦区                 | 地下                   | 岛式站台               |                                         |
| 昌邑路                 | 2021年12月30日         | 浦东新区               | 地下                   | 岛式站台               | █ 14号线                                |
| 民生路                 | 2021年12月30日         | 浦东新区               | 地下                   | 岛式站台               | █ 6号线                                 |
| 杨高中路               | 2021年12月30日         | 浦东新区               | 地下                   | 岛式站台               | █ 9号线                                 |
| 迎春路                 | 2021年12月30日         | 浦东新区               | 地下                   | 岛式站台               |                                         |
| 龙阳路                 | 2021年12月30日         | 浦东新区               | 地下                   | 岛式站台               | █ 2号线、 █ 7号线、 █ 16号线、 █ 磁浮线 |
| 芳芯路                 | 2021年12月30日         | 浦东新区               | 地下                   | 岛式站台               |                                         |
| 北中路                 | 2021年12月30日         | 浦东新区               | 地下                   | 岛式站台               |                                         |
| 莲溪路                 | 2021年12月30日         | 浦东新区               | 地下                   | 岛式站台               | █ 13号线                                |
| 御桥                   | 2020年12月26日         | 浦东新区               | 地下                   | 侧式站台               | █ 11号线                                |
| 康桥                   | 2020年12月26日         | 浦东新区               | 地下                   | 岛式站台               |                                         |
| 周浦                   | 2020年12月26日         | 浦东新区               | 地下                   | 岛式站台               |                                         |
| 繁荣路                 | 2020年12月26日         | 浦东新区               | 地下                   | 岛式站台               |                                         |
| 沈梅路                 | 2020年12月26日         | 浦东新区               | 地下                   | 岛式站台               |                                         |
| 鹤涛路                 | 2020年12月26日         | 浦东新区               | 地下                   | 岛式站台               |                                         |
| 下沙                   | 2020年12月26日         | 浦东新区               | 地下                   | 岛式站台               |                                         |
| 航头                   | 2020年12月26日         | 浦东新区               | 地下                   | 岛式站台               |                                         |

## 浦江线
浦江线为上海市第一条采用膠輪路軌系統的旅客自动输送系统线路，于2018年3月31日正式开通运营，服务浦江镇区域。
| 上海轨道交通浦江线车站 | 上海轨道交通浦江线车站 | 上海轨道交通浦江线车站 | 上海轨道交通浦江线车站 | 上海轨道交通浦江线车站 | 上海轨道交通浦江线车站 |
| 车站                   | 最早启用日期           | 所在地                 | 车站位置               | 站台类型               | 换乘线路               |
| ---------------------- | ---------------------- | ---------------------- | ---------------------- | ---------------------- | ---------------------- |
| 沈杜公路               | 2018年3月31日          | 闵行区                 | 高架                   | 西班牙式站台           | █ 8号线                |
| 三鲁公路               | 2018年3月31日          | 闵行区                 | 高架                   | 侧式站台               |                        |
| 闵瑞路                 | 2018年3月31日          | 闵行区                 | 高架                   | 侧式站台               |                        |
| 浦航路                 | 2018年3月31日          | 闵行区                 | 高架                   | 侧式站台               |                        |
| 东城一路               | 2018年3月31日          | 闵行区                 | 高架                   | 侧式站台               |                        |
| 汇臻路                 | 2018年3月31日          | 闵行区                 | 高架                   | 岛式站台               |                        |